# Jean V d'Allamont
Jean V d'Allamont, seigneur de Malandry, baron de Buzy, chevalier-profès de Santiago, né le 19 octobre 1626 à Montmédy, alors dans le duché de Luxembourg, tué le 4 août 1657 dans la même ville, est un militaire des Pays-Bas espagnols et le dernier gouverneur, capitaine et prévôt de Montmédy sous autorité espagnole.

## Biographie
Fils aîné de Jean IV d'Allamont (1596-1644) et d'Agnès, comtesse de Mérode-Waroux, il sert dès l'âge de huit ans dans la compagnie de son père. Plus tard, il commande une compagnie d'infanterie dans le régiment d'Ernest Ier (1584 † 30 mai 1664 - Bruxelles), comte d'Isenburg-Grenzau (de), se signalant à Courtrai, Menin et Lens (1648), où il est fait prisonnier.
Il devient ensuite capitaine de cavalerie dans le régiment de son cousin Christophe de Custine d'Auflance. Sous les ordres de Pierre de Brouckere (mort le 4 mai 1654 près d'Étampes), colonel d'un régiment de cuirassiers allemands, il se porte au secours de Cambrai (1649), assiégée par l'armée du comte d'Harcourt, et parvient à pénétrer dans la ville avec sa compagnie, obligeant ainsi l'adversaire à lever le siège, le 3 juillet. En 1651, il entre en France avec l'armée des Pays-Bas envoyée auprès des princes frondeurs,.
Appelé par le roi d'Espagne dans les gardes allemandes — ses gardes du corps — avec le grade de lieutenant, celui-ci le fait chevalier de Santiago, puis gentilhomme de la bouche, avant de lui accorder la survivance du gouvernement de Montmédy.
À la mort de son prédécesseur, en mai 1657, il quitte l'Espagne au bout d'un séjour de deux ans pour prendre possession de son gouvernement. Passé en Flandre, en pleine guerre franco-espagnole, avec le président de la Chambre des comptes de Bruxelles, il rejoint Montmédy avec son frère Eugène, chanoine de Liège, le 9 juin,. C'est au cours du siège qui va suivre qu'il mourra.

## Mort lors du siège de Montmédy
Le lendemain, le maréchal de La Ferté investit la place au nom du roi de France; Vauban dirige le siège. Alors qu'il s'illustre par sa défense efficace, à la tête de 676 fantassins et 60 cavaliers, Jean d'Allamont est blessé à mort, à la brèche du bastion Saint-André, par un boulet de canon qui lui emporte la cuisse gauche et lui fait entrer un éclat de palissade, avec le pommeau de son épée, dans le bas-ventre.
Transporté dans le château, où son père est mort treize ans plus tôt, il décède le 4 août 1657, à quatre heures du soir, après avoir fait son testament, à l'âge de 31 ans.
Deux jours après, la place ouvre ses portes à l'armée française. Louis XIV, qui assistait au siège, n'entre pas dans la ville, se contentant de visiter les brèches, « parce que celui que j'aurais voulu y voir et dont je rachèterais volontiers aujourd'hui la vie par la perte de deux mille de mes propres soldats, n'y est plus ».
L'annonce de sa mort provoque la tristesse à la Cour de Madrid, et Don Juan adresse une lettre de condoléances à sa mère. Les États du pays lui font célébrer des obsèques solennelles au cours desquelles sont prononcés son oraison funèbre et son éloge.
Son frère Eugène Albert est successivement chanoine de la cathédrale de Liège, évêque de Ruremonde (1659-1666) et de Gand (1666-1673).
En 1999, la ville de Montmédy construit un nouveau collège, plus accessible aux personnes handicapées, qui prend le nom de « collège Jean d'Allamont ».